# 2-я гвардейская стрелковая дивизия народного ополчения (Свердловского района)
2-я гвардейская Ленинградская стрелковая дивизия народного ополчения (Свердловского района) — воинское соединение СССР в Великой Отечественной войне

## История
Дивизия формировалась с 18 июля 1941 года в Ленинграде из добровольцев Свердловского и Володарского районов. В составе дивизии при формировании насчитывалось около 11 000 человек.
1-й стрелковый полк формировался из рабочих Балтийского судостроительного завода и частично из студентов Горного института,
2-й стрелковый полк формировался за счёт ополченцев сталепрокатного и канатно-проволочного завода, завода № 224, завода имени Радищева, имени Коминтерна, заводов Электроаппарат, металлоизделий, фабрики имени Веры Слуцкой, 7-й ГЭС и частично — студентов Горного института.
3-й стрелковый полк формировался из ополченцев заводов № 208, «Красный Металлист», «Пневматика», имени Котлякова, промкомбината, трамвайного парка имени Леонова, Центрального конструкторского бюро, институтов ВСЕГЕИ, Механобра, ВАМИ и других учреждений. В начале августа 1941 года из рядов дивизии было выделено два отдельных батальона по 1000 человек каждый, для Кингисеппского и Лужского укрепрайонов, а также партизанский полк, предназначенный для отправки в тыл противника.
В составе действующей армии с 18 июля 1941 по 21 сентября 1941 года.
С 30 июля 1941 года первые подразделения дивизии выступили в направлении Красногвардейского укреплённого района.
3 августа 1941 года дивизия выступила для занятия участка обороны по маршруту Ленинград — Среднерогатская колония — Детское Село — Антропшино
18 августа 1941 года части дивизии выступили в район текущих боёв и заняли позиции: первый полк — Корпиково, Парицы, Салузи, Пустошка; второй полк — Пелля, Большая Пудость, по реке Ижоре; третий полк — Малые Тайцы, Большая Ивановка, Голодуха.
С 20 по 23 августа 1941 года подразделения дивизии принимали участие в боях у совхоза «Войсковицы». Частные бои в этой полосе дивизии продолжались до конца августа 1941 года.
В это время заняла позиции в Красногвардейском укреплённом районе. Перед дивизией занимали позиции 126-й, 267-й, 268-й, 269-й, 270-й, 276-й пулемётно-артиллерийские батальоны. Дивизии был придан батальон 1-й Краснознамённой танковой дивизии, отдельный истребительный противотанковый полк 76-мм орудий, отдельный зенитный полк, 704-й артиллерийский полк 198-й моторизованной дивизии, отдельный зенитный дивизион двухбатарейного состава на механической тяге, 2-й стрелковый полк 1-й дивизии народного ополчения и другие подразделения. Справа занимала позиции 3-я гвардейская дивизия ополчения, слева соседей не было.
9 сентября 1941 года дивизия, занимая позиции юго-западнее Красногвардейска, оказалась на направлении главного удара 41-го моторизованного корпуса и попала под удар 6-й танковой дивизии Вермахта. В течение двух дней ополченцы сдерживали удар немецких танков.

 6-я танковая дивизия в первые два дня наступления продвигалась медленно. Сначала ей пришлось уничтожить 32 дота и 2 бронеколпака, прежде чем можно было подумать о продвижении вперёд — В.Хаупт. Группа армий «Север» стр. 96
На 12 сентября 1941 года дивизия обороняла Красногвардейский узел, ведя бой с превосходящими силами противника, в полуокружении, под сильным артиллерийско-миномётным огнём противника и активными действиями авиации противника. Понеся большие потери вышла из полуокружения по маршруту Пендолово — Пушкин
На 13 сентября 1941 года обороняла рубеж посёлок Зайцево, колхоз Большое Верево, Романово, Веккелево, Лукаши.
На 15 сентября 1941 года под огнём противника частью дезорганизованно отходила к Шушарам, частью оборонялась на рубежах Онтолово, Сергелево.
На 16 сентября 1941 года обороняется на юго-западной окраине Пушкина в Александровском парке.
21 сентября 1941 года по приказу штаба 55-й армии от 19 сентября 1941 года расформирована в районе Шушары. Весь личный состав и материальная часть направлены на пополнение 70-й стрелковой дивизии. Управление дивизии обращено на формирование Невской оперативной группы

## Состав
- 1-й стрелковый полк
- 2-й стрелковый полк
- 3-й стрелковый полк
- артиллерийский полк
- танковый батальон
- отдельный зенитный артиллерийский дивизион
- разведывательный батальон
- сапёрный батальон
- отдельный батальон связи
- медико-санитарный батальон
- автотранспортная рота
- полевая хлебопекарня
- 473-я полевая почтовая станция
- полевая касса Госбанка

## Подчинение
| Дата            | Фронт (округ)       | Армия      | Корпус | Примечания |
| --------------- | ------------------- | ---------- | ------ | ---------- |
| 01.08.1941 года | Северный фронт      | -          | -      | -          |
| 01.09.1941 года | Ленинградский фронт | 42-я армия | -      | -          |

## Командиры
- Шолев, Григорий Иванович, полковник — (18.07.1941 — 17.08.1941)
- Иванов, Фёдор Сергеевич, генерал-майор — (17.08.1941 — 01.09.1941)
- Егоров, Александр Александрович, полковник — (01.09.1941 — 08.09.1941)
- Трубачёв, Василий Алексеевич, полковник — (08.09.1941 — 21.09.1941).

## Память
Установлена мемориальная доска в посёлке Тайцы.